# Mặt phẳng (toán học)

Hai mặt phẳng giao nhau trong không gian ba chiều

Trong toán học, mặt phẳng là một mặt hai chiều phẳng kéo dài vô hạn. Một mặt phẳng là mô hình hai chiều tương tự như một điểm (không chiều), một đường thẳng (một chiều) và không gian ba chiều. Các mặt phẳng có thể xuất hiện như là không gian con của một không gian có chiều cao hơn, như là những bức tường của một căn phòng dài ra vô hạn, hoặc chúng có thể có quyền tồn tại độc lập, như trong các điều kiện của hình học Euclid.
Khi chỉ xét riêng trong không gian Euclide hai chiều, mặt phẳng đề cập đến toàn bộ không gian. Nhiều hoạt động cơ bản trong toán học, hình học, lượng giác, lý thuyết đồ thị và vẽ đồ thị được tiến hành trên không gian hai chiều, hay nói cách khác, trong mặt phẳng.

## Hình học Euclide
Euclid đặt ra bước ngoặt quan trọng đầu tiên trong tư duy toán học, phương pháp tiên đề của hình học. Ông chọn lấy hữu hạn các thuật ngữ không thể định nghĩa (các khái niệm chung) và các định đề (hoặc các tiên đề) cơ bản mà ông đã sử dụng để chứng minh các mệnh đề hình học khác nhau. Mặc dù mặt phẳng theo ý nghĩa hiện đại không trực tiếp đưa ra một định nghĩa nào trong cuốn Cơ sở, nhưng nó có thể được coi là một phần của các khái niệm chung. Trong công trình của mình Euclid chưa bao giờ sử dụng các con số để đo chiều dài, góc, hay là diện tích. Do đó, mặt phẳng Euclide không hoàn toàn giống mặt phẳng Descartes.

3 mặt phẳng song song.

## Mặt phẳng trong không gian Euclide 3 chiều
Phần này chỉ quan tâm đến những mặt phẳng không gian ba chiều: đặc biệt là trong R3.

### Xác định bằng các điểm và đường thẳng được chứa
Trong không gian Euclide của bất kỳ chiều nào, mặt phẳng được xác định duy nhất bằng những điều sau:
- 3 điểm không thẳng hàng (các điểm không nằm trên cùng một đường thẳng).
- Một đường thẳng và một điểm nằm ngoài đường thẳng đó.
- Hai đường thẳng phân biệt giao nhau.
- Hai đường thẳng song song.

### Tính chất
Các mệnh đề sau tồn tại trong không gian Euclide ba chiều nhưng không tồn tại ở các chiều không gian cao hơn, dù chúng có mô hình chiều không gian cao hơn:
- Hai mặt phẳng phân biệt hoặc là song song hoặc giao nhau trên một đường thẳng.
- Một đường thẳng hoặc là song song với một mặt phẳng, hoặc cắt nó tại một điểm duy nhất, hoặc bị chứa trong mặt phẳng.
- Hai đường thẳng phân biệt vuông góc với cùng một mặt phẳng phải song song với nhau.
- Hai mặt phẳng phân biệt vuông góc với cùng một đường thẳng phải song song với nhau.

### Phương trình điểm-pháp tuyến và phương trình tổng quát của một mặt phẳng
Cũng như các đường thẳng có hướng trong không gian hai chiều được biểu diễn bằng cách sử dụng phương trình điểm-hệ số góc, mặt phẳng trong không gian ba chiều có dạng biểu diễn tự nhiên sử dụng một điểm trong mặt phẳng và một vector trực giao với nó (các vector pháp tuyến) để chỉ ra "góc nghiêng" của nó.
Cụ thể, đặt {\displaystyle \mathbf {r} _{0}} là vectơ bán kính của điểm {\displaystyle P_{0}=(x_{0},y_{0},z_{0})}, đặt {\displaystyle \mathbf {n} =(a,b,c)} là một vector khác không. Mặt phẳng được xác định bằng điểm này và vector chứa các điểm {\displaystyle P}, có vectơ bán kính {\displaystyle \mathbf {r} }, sao cho vector vẽ từ {\displaystyle P_{0}} đến {\displaystyle P} vuông góc với {\displaystyle \mathbf {n} }. Nhớ rằng hai vectơ vuông góc khi và chỉ khi tích vô hướng của chúng bằng không, do đó mặt phẳng mong muốn có thể được mô tả như là tập tất cả các điểm {\displaystyle \mathbf {r} } sao cho
{\displaystyle \mathbf {n} \cdot (\mathbf {r} -\mathbf {r} _{0})=0.}
(Dấu chấm ở đây có nghĩa là một tích vô hướng của 2 vector, không phải phép nhân vô hướng.) Mở rộng này sẽ trở thành
{\displaystyle a(x-x_{0})+b(y-y_{0})+c(z-z_{0})=0,}
đó chính là phương trình điểm-pháp tuyến của một mặt phẳng. Đây là một phương trình tuyến tính:
{\displaystyle ax+by+cz+d=0,{\text{ where }}d=-(ax_{0}+by_{0}+cz_{0}).}
Ngược lại, dễ dàng chỉ ra rằng nếu a, b, c và d là hằng số và a, b, c là không đồng thời bằng không, thì đồ thị của phương trình
{\displaystyle ax+by+cz+d=0,}
là một mặt phẳng nhận vector {\displaystyle \mathbf {n} =(a,b,c)} làm pháp tuyến. Phương trình quen thuộc này đối với mặt phẳng được gọi là dạng tổng quát của phương trình mặt phẳng.
Ví dụ một phương trình hồi quy có dạng y = d + ax + cz (with b=-1) thiết lập mặt phẳng phù hợp nhất trong không gian ba chiều khi có hai biến giải thích.

### Biểu diễn một mặt phẳng với một điểm và hai vectơ nằm trên mặt phẳng đó
Ngoài ra, mặt phẳng có thể được biểu diễn một cách tham số là tập tất cả các điểm có dạng
{\displaystyle \mathbf {r} =\mathbf {r} _{0}+s\mathbf {v} +t\mathbf {w} ,}

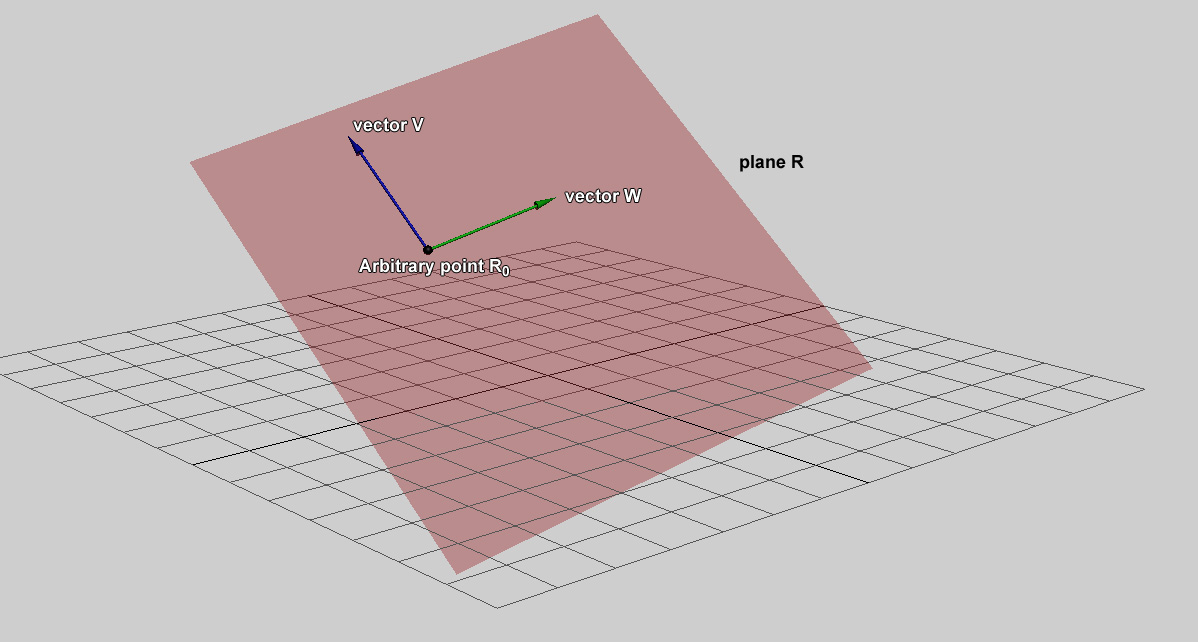
Biễu diễn vector của một mặt phẳng

trong đó s và t thuộc số thực, cho v và w là các vectơ độc lập tuyến tính xác định mặt phẳng, và r0 là vector đại diện cho vị trí của một điểm tùy ý (nhưng cố định) trên mặt phẳng. Các vectơ v và w có thể được hình dung như các vectơ bắt đầu tại r0 và chỉ theo các hướng khác nhau dọc theo mặt phẳng. Lưu ý rằng v và w có thể vuông góc, nhưng không được song song.

### Biễu diễn một mặt phẳng qua ba điểm
Đặt p1=(x1, y1, z1), p2=(x2, y2, z2), và p3=(x3, y3, z3) là những điểm không thẳng hàng.

#### Phương pháp 1
Các mặt phẳng đi qua p1, p2, và p3 có thể được mô tả như là tập tất cả các điểm (x,y,z) thỏa mãn phương trình định thức sau đây:
{\displaystyle {\begin{vmatrix}x-x_{1}&y-y_{1}&z-z_{1}\\x_{2}-x_{1}&y_{2}-y_{1}&z_{2}-z_{1}\\x_{3}-x_{1}&y_{3}-y_{1}&z_{3}-z_{1}\end{vmatrix}}={\begin{vmatrix}x-x_{1}&y-y_{1}&z-z_{1}\\x-x_{2}&y-y_{2}&z-z_{2}\\x-x_{3}&y-y_{3}&z-z_{3}\end{vmatrix}}=0.}

#### Phương pháp 2
Để biểu diễn mặt phẳng bằng một phương trình có dạng {\displaystyle ax+by+cz+d=0}, cần giải các hệ phương trình sau:
{\displaystyle \,ax_{1}+by_{1}+cz_{1}+d=0}
{\displaystyle \,ax_{2}+by_{2}+cz_{2}+d=0}
{\displaystyle \,ax_{3}+by_{3}+cz_{3}+d=0.}
Hệ có thể được giải quyết bằng định lý Cramer và các thao tác biến đổi cơ bản của ma trận. Đặt
{\displaystyle D={\begin{vmatrix}x_{1}&y_{1}&z_{1}\\x_{2}&y_{2}&z_{2}\\x_{3}&y_{3}&z_{3}\end{vmatrix}}}.
Nếu D khác không (để cho các mặt phẳng không qua gốc tọa độ) các giá trị của a, b và c có thể được tính như sau:
{\displaystyle a={\frac {-d}{D}}{\begin{vmatrix}1&y_{1}&z_{1}\\1&y_{2}&z_{2}\\1&y_{3}&z_{3}\end{vmatrix}}}
{\displaystyle b={\frac {-d}{D}}{\begin{vmatrix}x_{1}&1&z_{1}\\x_{2}&1&z_{2}\\x_{3}&1&z_{3}\end{vmatrix}}}
{\displaystyle c={\frac {-d}{D}}{\begin{vmatrix}x_{1}&y_{1}&1\\x_{2}&y_{2}&1\\x_{3}&y_{3}&1\end{vmatrix}}.}
Những phương trình này có tham số là d. Đặt d bằng với số khác không và thế nó vào các phương trình này sẽ có một tập nghiệm.

#### Phương pháp 3
Mặt phẳng này cũng có thể được biểu diễn bằng "điểm và một vector pháp tuyến" quy định ở trên. Cho một vector pháp tuyến phù hợp bằng tích vector
{\displaystyle \mathbf {n} =(\mathbf {p} _{2}-\mathbf {p} _{1})\times (\mathbf {p} _{3}-\mathbf {p} _{1}),}
và điểm r0 có thể được xem là một trong những điểm p1,p2 hoặc p3 đã cho.

### Vị trí tương đối giữa 2 mặt phẳng
Cho mặt phẳng {\displaystyle (\alpha )Ax+By+Cz+D=0} và mặt phẳng {\displaystyle (\alpha ')A'x+B'y+C'z+D'=0}
{\displaystyle (\alpha )\cap (\alpha ')=(d)\Leftrightarrow A:B:C\neq A':B':C'}
{\displaystyle (\alpha )//(\alpha ')\Leftrightarrow {\begin{cases}A:B:C=A':B':C'\\A:B:C:D\neq A':B':C':D'\end{cases}}}
{\displaystyle (\alpha )\equiv (\alpha ')\Leftrightarrow A:B:C:D=A':B':C':D'}

### Khoảng cách từ một điểm đến một mặt phẳng
Cho mặt phẳng {\displaystyle \Pi :ax+by+cz+d=0\,} và một điểm {\displaystyle \mathbf {p} _{1}=(x_{1},y_{1},z_{1})} không nhất thiết phải nằm trên mặt phẳng, khoảng cách ngắn nhất từ {\displaystyle \mathbf {p} _{1}} tới mặt phẳng là
{\displaystyle D={\frac {\left|ax_{1}+by_{1}+cz_{1}+d\right|}{\sqrt {a^{2}+b^{2}+c^{2}}}}.}
Suy ra {\displaystyle \mathbf {p} _{1}} nằm trên mặt phẳng khi và chỉ khi D=0.
Nếu {\displaystyle {\sqrt {a^{2}+b^{2}+c^{2}}}=1} có nghĩa rằng a, b, và c được chuẩn hoá thì phương trình trở thành
{\displaystyle D=\ |ax_{1}+by_{1}+cz_{1}+d|.}
Một dạng phương trình vector khác của mặt phẳng, được biết đến như là dạng pháp tuyến Hesse dựa trên tham số D. Có dạng:
{\displaystyle \mathbf {n} \cdot \mathbf {r} -D_{0}=0,}
với {\displaystyle \mathbf {n} } là một vector pháp tuyến đơn vị đến mặt phẳng, {\displaystyle \mathbf {r} } là một vector bán kính của một điểm thuộc mặt phẳng và D0 là khoảng cách từ gốc đến mặt phẳng.
Công thức tổng quát cho các chiều không gian cao hơn có thể nhanh chóng đạt được bằng cách sử dụng ký hiệu vector. Cho các siêu mặt phẳng có phương trình {\displaystyle \mathbf {n} \cdot (\mathbf {r} -\mathbf {r} _{0})=0}, với {\displaystyle \mathbf {n} } là một vector pháp tuyến và {\displaystyle \mathbf {r} _{0}=(x_{10},x_{20},\dots ,x_{N0})} là bán kính vector trong siêu mặt phẳng. Ta mong muốn khoảng cách vuông góc tới điểm {\displaystyle \mathbf {r} _{1}=(x_{11},x_{21},\dots ,x_{N1})}. Các siêu mặt phẳng này cũng có thể được biểu diễn bằng phương trình vô hướng {\displaystyle \sum _{i=1}^{N}a_{i}x_{i}=-a_{0}}, với mọi hằng số {\displaystyle \{a_{i}\}}. Tương tự như vậy, {\displaystyle \mathbf {n} } tương tự cũng có thể được biểu diễn là {\displaystyle (a_{1},a_{2},\dots ,a_{N})}. Ta cần phép chiếu vô hướng của vector {\displaystyle \mathbf {r} _{1}-\mathbf {r} _{0}} theo hướng của {\displaystyle \mathbf {n} }. Lưu ý rằng {\displaystyle \mathbf {n} \cdot \mathbf {r} _{0}=\mathbf {r} _{0}\cdot \mathbf {n} =-a_{0}} (do {\displaystyle \mathbf {r} _{0}} thoả phương trình của siêu mặt phẳng) ta có
{\displaystyle {\begin{aligned}D&={\frac {|(\mathbf {r} _{1}-\mathbf {r} _{0})\cdot \mathbf {n} |}{|\mathbf {n} |}}\\&={\frac {|\mathbf {r} _{1}\cdot \mathbf {n} -\mathbf {r} _{0}\cdot \mathbf {n} |}{|\mathbf {n} |}}\\&={\frac {|\mathbf {r} _{1}\cdot \mathbf {n} +a_{0}|}{|\mathbf {n} |}}\\&={\frac {|a_{1}x_{11}+a_{2}x_{21}+\dots +a_{N}x_{N1}+a_{0}|}{\sqrt {a_{1}^{2}+a_{2}^{2}+\dots +a_{N}^{2}}}}\end{aligned}}}.

### Đường thẳng giao nhau giữa hai mặt phẳng
Đường thẳng giao nhau giữa hai mặt phẳng {\displaystyle \Pi _{1}:\mathbf {n} _{1}\cdot \mathbf {r} =h_{1}} và {\displaystyle \Pi _{2}:\mathbf {n} _{2}\cdot \mathbf {r} =h_{2}} với {\displaystyle \mathbf {n} _{i}} được chuẩn hoá cho bởi
{\displaystyle \mathbf {r} =(c_{1}\mathbf {n} _{1}+c_{2}\mathbf {n} _{2})+\lambda (\mathbf {n} _{1}\times \mathbf {n} _{2})}
với
{\displaystyle c_{1}={\frac {h_{1}-h_{2}(\mathbf {n} _{1}\cdot \mathbf {n} _{2})}{1-(\mathbf {n} _{1}\cdot \mathbf {n} _{2})^{2}}}}
{\displaystyle c_{2}={\frac {h_{2}-h_{1}(\mathbf {n} _{1}\cdot \mathbf {n} _{2})}{1-(\mathbf {n} _{1}\cdot \mathbf {n} _{2})^{2}}}.}
Điều này có được bằng cách chú ý rằng các đường thẳng phải vuông góc với pháp tuyến của 2 mặt phẳng, và do đó song song với tích vectơ của chúng{\displaystyle \mathbf {n} _{1}\times \mathbf {n} _{2}} (tích vectơ bằng không khi và chỉ khi các mặt phẳng này song song, và do đó không giao nhau hoặc hoàn toàn trùng nhau).
Phần còn lại của biểu thức có được bằng cách tìm một điểm tùy ý trên đường thẳng. Để làm vậy, để ý rằng bất kỳ điểm nào trong không gian cũng có thể được viết dưới dạng{\displaystyle \mathbf {r} =c_{1}\mathbf {n} _{1}+c_{2}\mathbf {n} _{2}+\lambda (\mathbf {n} _{1}\times \mathbf {n} _{2})}, do{\displaystyle \{\mathbf {n} _{1},\mathbf {n} _{2},(\mathbf {n} _{1}\times \mathbf {n} _{2})\}} là một cơ sở. Ta muốn tìm một điểm nằm trên cả hai mặt phẳng (nghĩa là nằm trên giao tuyến của chúng), do đó chèn phương trình này vào từng phương trình của từng mặt phẳng để có được hai phương trình đồng thời có thể tìm ra {\displaystyle c_{1}} và {\displaystyle c_{2}}.
Nếu chúng ta cũng giả định rằng {\displaystyle \mathbf {n} _{1}} và {\displaystyle \mathbf {n} _{2}} là trực giao thì điểm gần nhất trên giao tuyến tới gốc là {\displaystyle \mathbf {r} _{0}=h_{1}\mathbf {n} _{1}+h_{2}\mathbf {n} _{2}}. Nếu không phải là trường hợp đó, thì một thủ tục phức tạp hơn phải được sử dụng.

### Góc giữa hai mặt phẳng
Cho hai mặt phẳng giao nhau được mô tả bởi {\displaystyle \Pi _{1}:a_{1}x+b_{1}y+c_{1}z+d_{1}=0\,} và{\displaystyle \Pi _{2}:a_{2}x+b_{2}y+c_{2}z+d_{2}=0\,}, thì góc giữa hai mặt phẳng này được định nghĩa là góc {\displaystyle \alpha } giữa các đường thẳng chứa 2 pháp tuyến của chúng:
{\displaystyle \cos \alpha ={\frac {{\hat {n}}_{1}\cdot {\hat {n}}_{2}}{|{\hat {n}}_{1}||{\hat {n}}_{2}|}}={\frac {a_{1}a_{2}+b_{1}b_{2}+c_{1}c_{2}}{{\sqrt {a_{1}^{2}+b_{1}^{2}+c_{1}^{2}}}{\sqrt {a_{2}^{2}+b_{2}^{2}+c_{2}^{2}}}}}.}

## Mặt phẳng trong các lĩnh vực khác nhau của toán học
Bên cạnh cấu trúc hình học quen thuộc, với các phép đẳng cấu có các đẳng cự cùng với tích trong thông thường, mặt phẳng có thể được xem ở các cấp độ trừu tượng khác nhau. Mỗi cấp độ trừu tượng tương ứng với một thể loại cụ thể.
Ở một thái cực, tất cả các khái niệm hình học và chuẩn đo hệ mét có thể bị bỏ khỏi mặt phẳng topo, mà có thể được coi như một tấm cao su vô hạn đồng luân tầm thường được lý tưởng hóa, song vẫn duy trì một khái niệm về khoảng cách, nhưng không tồn tại khoảng cách. Mặt phẳng topo có một khái niệm về đường thẳng tuyến tính, nhưng không có khái niệm về một đường thẳng. Mặt phẳng topo, hoặc sự tương đương với hình tròn mở của nó, là miền lân cận topo căn bản được sử dụng để xây dựng các bề mặt (hoặc các đa tạp 2 chiều) được xếp vào loại topo ít chiều. Các phép đẳng cấu của mặt phẳng topo đều là song ánh liên tục. Mặt phẳng topo chính là ngữ cảnh tự nhiên cho các nhánh của lý thuyết đồ thị mà giải quyết các đồ thị phẳng, và có các kết quả chẳng hạn như định lý bốn màu.
Mặt phẳng cũng có thể được xem như là không gian affine, mà phép đẳng cấu của nó là sự kết hợp của các phép tịnh tiến và bản đồ tuyến tính không suy biến. Từ quan điểm này suy ra không tồn tại khoảng cách, nhưng tính cộng tuyến và tỷ lệ khoảng cách trên bất kỳ đường thẳng nào đều được bảo toàn.
Hình học vi phân coi một mặt phẳng như một đa tạp thực 2 chiều, là một mặt phẳng topo được cung cấp kèm một cấu trúc vi phân. Một lần nữa trong trường hợp này, không có khái niệm về khoảng cách, nhưng hiện có một khái niệm về tính trơn của xạ ảnh, ví dụ như một đường thẳng khả vi hoặc trơn nhẵn (phụ thuộc vào loại cấu trúc vi phân được áp dụng). Các phép đẳng cấu trong trường hợp này là là song ánh với mức độ được chọn theo sự khả vi.
Theo hướng đối diện của sự trừu tượng, chúng ta có thể áp dụng một cấu trúc trường tương thích với mặt phẳng hình học, tạo ra những mặt phẳng phức và các lĩnh vực chính của giải tích phức. Các trường phức chỉ có hai phép đẳng cấu mà ly khai đường thẳng thực cố định, phép đồng nhất và phép liên hợp.
Theo cùng cách như trong các trường hợp thực tế, mặt phẳng cũng có thể được xem như là đa tạp phức đơn giản nhất, một chiều (trên trường số phức), đôi khi gọi là đường phức. Tuy nhiên, quan điểm này đối lập với trường hợp mặt phẳng như một đa tạp thực 2 chiều. Các phép đẳng cấu đều là song ánh bảo giác của mặt phẳng phức, nhưng khả năng chỉ là các xạ ảnh tương ứng với các thành phần của một phép nhân một số phức với một phép tịnh tiến.
Ngoài ra, hình học Euclide (trong đó độ cong bằng không ở khắp mọi nơi) không phải là hình học duy nhất mà mặt phẳng có thể có. Mặt phẳng có thể được cho một dạng hình học hình cầu bằng cách sử dụng phép chiếu lập thể. Điều này có thể coi như đặt một khối cầu trên mặt phẳng (giống như một quả bóng trên sàn nhà), loại bỏ điểm đầu, và chiếu hình cầu lên mặt phẳng từ điểm này). Đây là một trong các phép chiếu mà có thể được sử dụng trong việc tạo ra một bản đồ phẳng của một phần của bề mặt Trái đất. Các dạng hình học thu được có độ cong dương liên tục.
Ngoài ra, mặt phẳng cũng có thể được cung cấp một chuẩn đo hệ mét mà mang lại cho nó mặt phẳng hyperbol có độ cong âm không đổi. Khả năng thứ hai là tìm thấy một ứng dụng trong thuyết tương đối đặc biệt trong trường hợp đơn giản hoá, nơi có hai chiều không gian và một chiều thời gian. (Các mặt phẳng hyperbol là một siêu bề mặt loại thời gian trong không gian Minkowski ba chiều.)